# Hans-Jürgen von Blumenthal
Hans-Jürgen Graf von Blumenthal (23. februar 1907 – 13. oktober 1944) var en tysk officer under 2. verdenskrig. Han blev henrettet ved hængning af nazi-regimet for sin rolle i det mislykkede attentat mod Hitler den 20. juli 1944.